# 伽勒撞擊坑 (火星)
伽勒撞擊坑（英語：Galle）是火星上的一個撞擊坑。該撞擊坑位於巨大的撞擊坑－阿爾及爾平原的東緣，51.2°S 30.9°W 處。名字由來是紀念德國天文學家约翰·戈特弗里德·伽勒。
伽勒撞擊坑因為“happy face crater”而廣為人所知。這是因為撞擊坑內的兩個小撞擊坑和一個半圓型的山脈造成笑臉的幻覺。該撞擊坑的影像最早是由海盜1號軌道探測器拍攝。

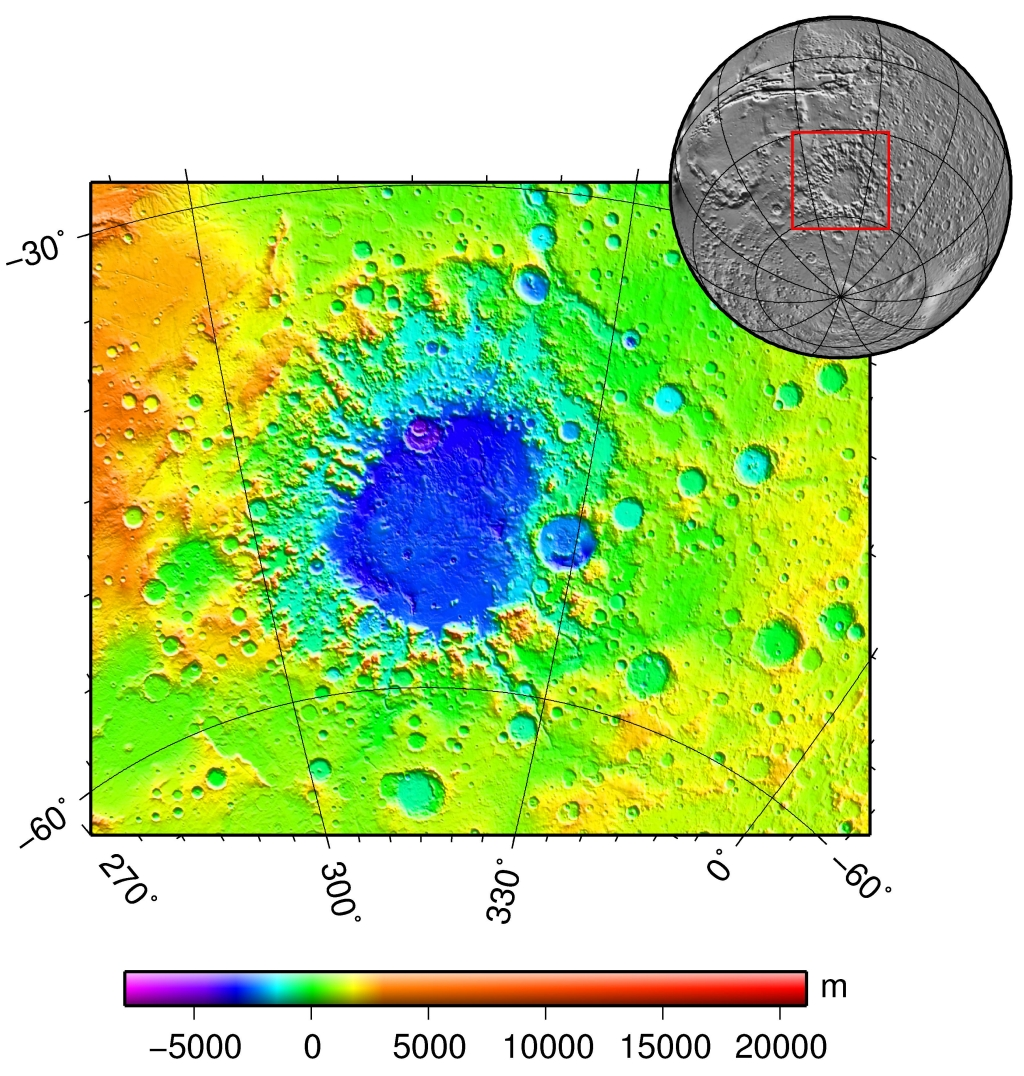
伽勒撞擊坑位在阿爾及爾平原東緣

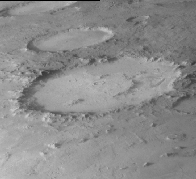
海盜1號拍攝的伽勒撞擊坑

## 大眾文化中的伽勒撞擊坑
伽勒撞擊坑在艾倫·摩爾（Alan Moore）和戴夫·吉本斯（Dave Gibbons）的漫畫《守護者》（Watchmen）中出現；2009年該漫畫改編成的同名電影上映。

## 另一個「笑臉撞擊坑」
2008年1月28日，火星偵察軌道器的影像中發現另一個「笑臉撞擊坑」。直徑比伽勒撞擊坑小，位於涅瑞達山脈（Nereidum Montes），座標45.1°S, 55.0°W。

## 外部連結
- Galle Crater in Google Mars（页面存档备份，存于）
- The Galle Crater on NASA.gov